# Síndrome de Galápagos
Síndrome de Galápagos (japonés :ガラパゴス化 Garapagosu-ka) es un término de origen japonés que se refiere al desarrollo aislado de un producto ampliamente asequible en todo el mundo. El nombre hace referencia al fenómeno que Charles Darwin observó en las islas Galápagos, cuya flora y fauna aisladas fueron pieza fundamental en la elaboración de la teoría de la evolución.
El término originalmente surgió para referirse a los teléfonos celulares japoneses de tercera generación (3G), los cuales habían desarrollado una serie de características especiales que eran populares en Japón pero que, fuera de este, eran poco prácticos o impopulares. El término surgió por el paralelismo de Japón con Galápagos, al ser ambos archipiélagos. Desde entonces ha sido usado para referirse a las mismas peculiaridades en otros mercados. Una expresión derivada es Gara-phone (ガラケイ gara-kei), combinando la palabra "teléfono móvil" (携帯 keitai), para referirse a los teléfonos japoneses en contraste con los teléfonos inteligentes que surgieron después con la introducción del iPhone.
En la actualidad hay un resurgimiento de este tipo de teléfonos móviles en el mundo, de la mano de buscar opciones para desintoxicarse digitalmente. En foros como Reddit en donde los denominan como "dumbphones", hay una creciente comunidad de personas que buscan teléfonos simples pero funcionales que no les permita distraerse por las redes sociales. Es por eso que en Japón aparecieron teléfonos "garaho" que son una mezcla entre smartphone moderno con Android y los clásicos "garakei".  

## Los avanzados teléfonos japoneses
Los celulares japoneses comenzaron a desarrollar a partir de 2002 una serie de características que no eran compartidas por sus contrapartes europeas o americanas. Estas incluían televisión incorporada en el aparato, posibilidad de utilizarse como identificación personal, tarjeta de crédito, pase para la biblioteca o el metro o servicios de alquiler de series de tv. Todo esto se lograba con un aparato que precedía en años al teléfono inteligente pero cuyas características eran poco prácticas o muy caras de implementar en otros lugares del mundo. Una de las causas de este aislamiento fue que a pesar de que las redes telefónicas de Japón estaban diseñadas para utilizar todas estas características especiales, estas especificaciones no fueron incluidas en los estándares internacionales de telefonía móvil. Por ello, estas tecnologías quedaron totalmente aisladas de las usadas en el resto del mundo.

## Ejemplos
"Los celulares japoneses son como las especies endémicas que Darwin encontró en las islas Galápagos, increíblemente evolucionadas y completamente diferentes de sus primos continentales". Explica Takeshi Natsuno profesor de la Universidad de Tokio
"los teléfonos japoneses sufren del síndrome de Galápagos, son muy complejos para ser usados en otras partes".